# Queréndaro, Los Reyes
Queréndaro är en ort i Mexiko.   Den ligger i kommunen Los Reyes och delstaten Michoacán de Ocampo, i den södra delen av landet, 300 km väster om huvudstaden Mexico City. Queréndaro ligger 2 258 meter över havet och antalet invånare är 133.
Terrängen runt Queréndaro är bergig. Runt Queréndaro är det ganska tätbefolkat, med 111 invånare per kvadratkilometer. Närmaste större samhälle är Tingüindín, 9,6 km väster om Queréndaro. I omgivningarna runt Queréndaro växer huvudsakligen savannskog.